# Любомирка (Гайсинський район)
Любоми́рка — село Гайсинського району Вінницької області. До 2020 адміністративний центр Любомирської сільської ради.

## Населення

### Мова
Розподіл населення за рідною мовою за даними перепису 2001 року:
| Мова            | Кількість | Відсоток |
| --------------- | --------- | -------- |
| українська      | 949       | 97.73%   |
| російська       | 20        | 2.06%    |
| румунська       | 2         | 0.21%    |
| інші/не вказали | 1         | 0.16%    |
| Усього          | 971       | 100%     |